# NOAAS Ferrel (S 492)
le NOAAS Ferrel (S 492) était un bâtiment hydrographique au service de la  National Oceanic and Atmospheric Administration (NOAA) de 1970 à 2002. Avant sa carrière à la NOAA, il était en service dans l'U.S. National Geodetic Survey (NGS), de 1968 à 1970, en tant que USC&GS Ferrel (ASV 92).

## Historique
Le Ferrel a été construit en tant que  "Auxiliary Survey Vessel" (ASV) aux chantiers navals Zigler Shipyards à Jennings, en Louisiane. Le navire fut achevé en 1968 et livré à l'U.S. NGS lors d'une cérémonie aux chantiers navals de Zigler le 4 juin 1968 sous le nom USC&GS Ferrel (ASV 92). Lorsque, le 3 octobre 1970, l'U.S. National Geodetic Survey fusionna pour former la NOAA avec d’autres organisations du gouvernement des États-Unis, il entra dans la flotte de la NOAA sous le nom de NOAAS Ferrel (S 492).
Le Ferrel a été modifié à partir de la conception de base pour un bateau d'approvisionnement en plate-forme pétrolière en mer et était spécialement équipé pour les études océanographiques des eaux côtières et côtières. Il avait une grand bras articulé pour la manutention du matériel, une grue à l'arrière, un treuil de chalut, un treuil océanographique situé au milieu du navire et un cadre en A.
Il a remplacé l'USC&GS Marmer (en) pour les relèvements côtiers et géodésiques le long de la côte est des États-Unis et de la Côte du Golfe du Mexique. Au cours des années 1970, le navire est  devenu la principale plate-forme du NOAA Status and Trends Program et des autres programmes de surveillance de l'environnement. Son port d'attache était Charleston en Caroline du Sud.

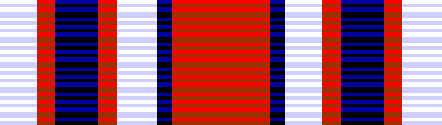
Department of Commerce Silver Medal

Lors d’une cérémonie qui s’est tenue le 11 octobre 1995 à Washington, le Ferrel a reçu la Médaille d’argent du département du Commerce des États-Unis pour son assistance au voilier  Suncatcher, piloté par trois marins épuisés, à court de carburant et incapable d'arriver à destination par mauvais temps.

## Fin de carrière
Le Ferrel a été désarmé le 21 novembre 2002 et remplacé par le navire de recherche NOAAS Nancy Foster (R 352).
À la suite de son déclassement,le navire a été vendu à Reservoir Marine LLC, une société d'exploration pétrolière basée à Sugar Land au Texas. Le 20 septembre 2017, alors qu'il avait à son bord une famille de deux adultes et de deux enfants, le Ferrel a lancé un appel de détresse à 2h30 du matin après s'être pris dans l'ouragan Maria. Le navire a chaviré et s'est échoué sur l'île de Vieques à Porto Rico. Un membre de l'équipage britannique a été tué, tandis que la femme et deux enfants ont été sa.

## Galerie

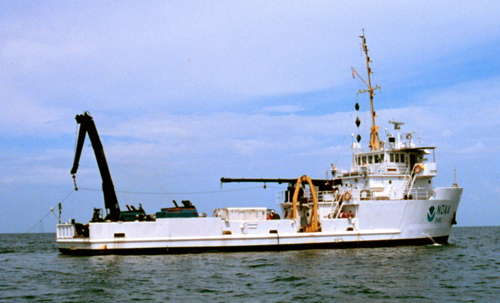
NOAAS Ferrel
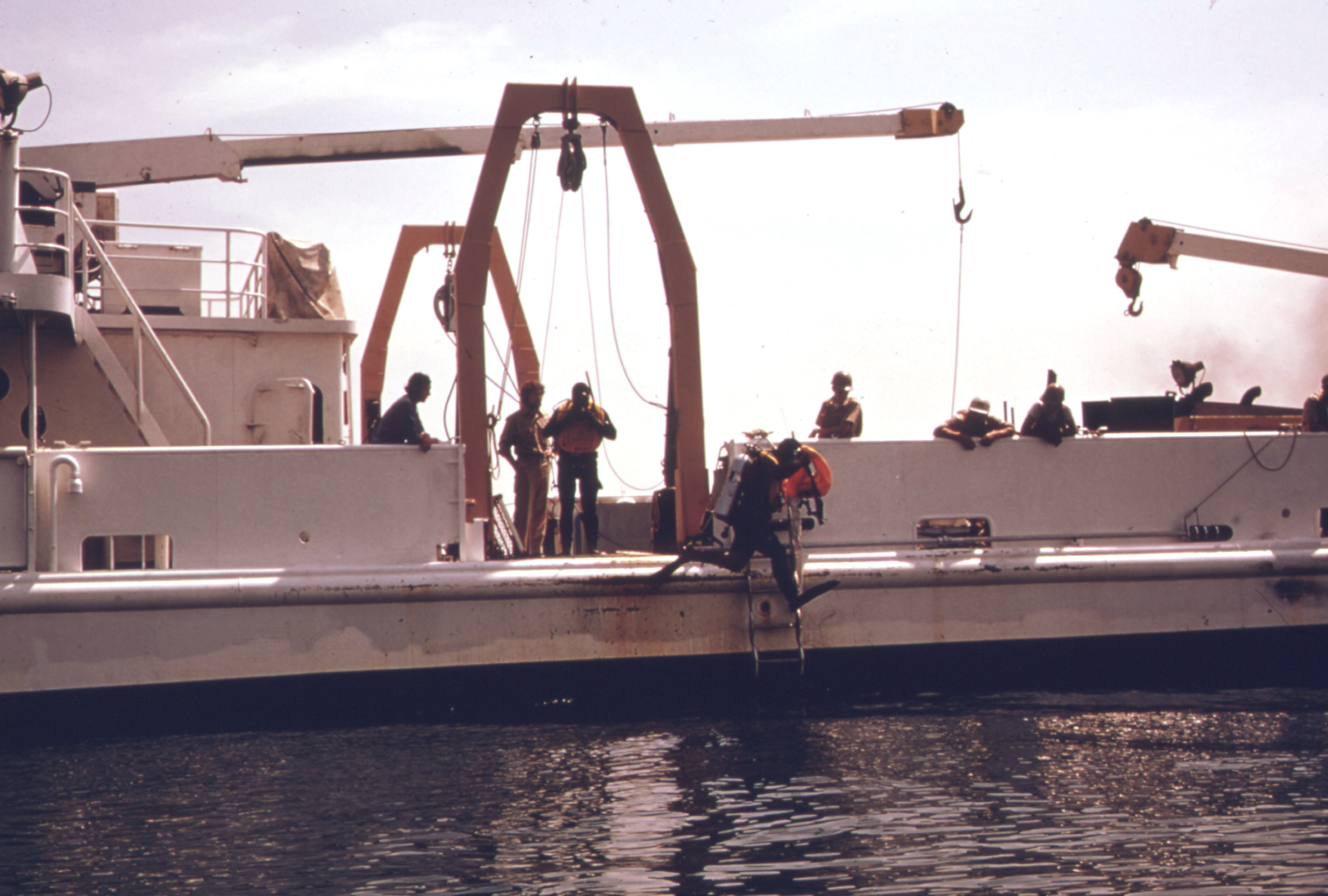
Plongeurs du Ferrel
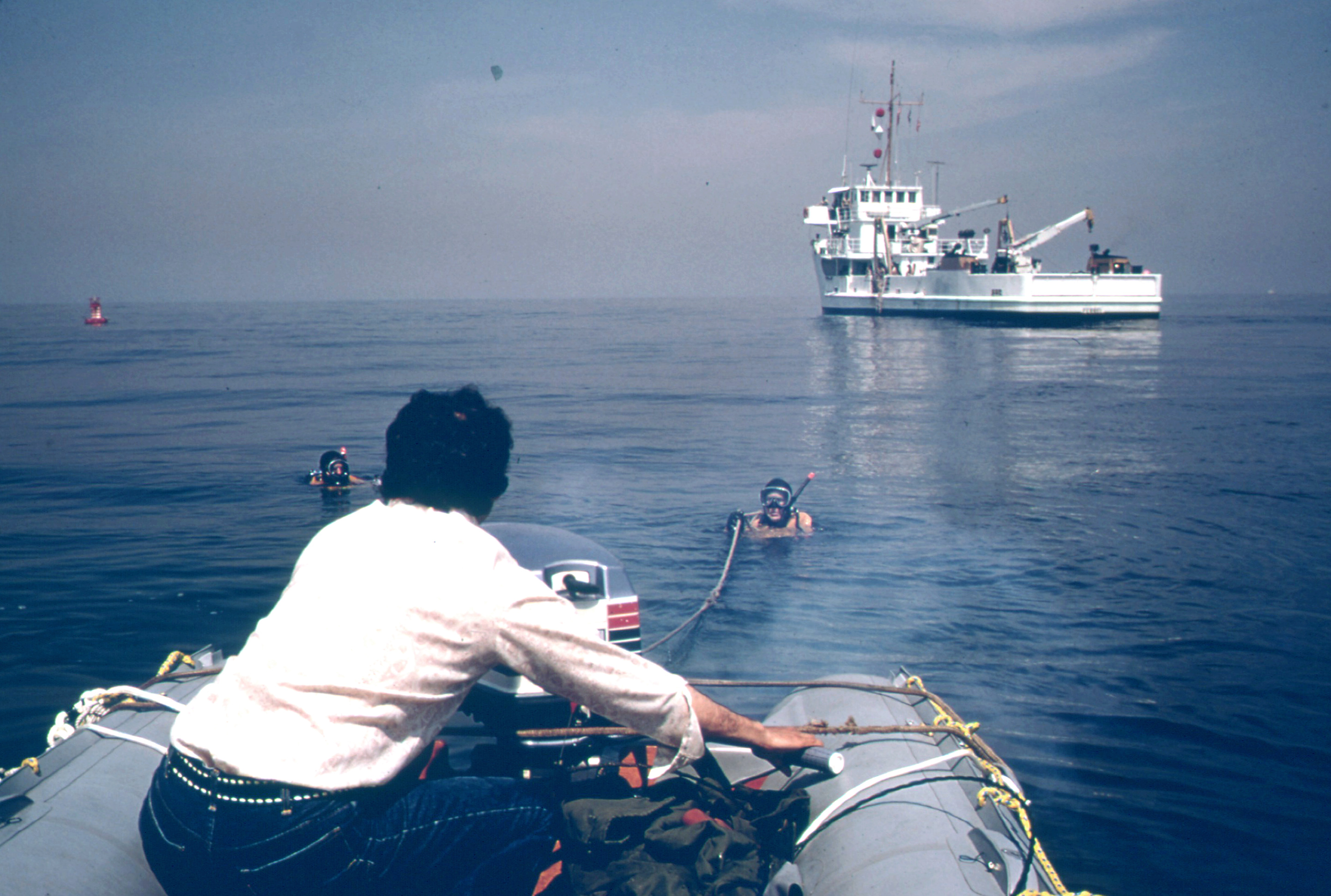
plongeurs du Ferrel

### Note et référence
1. ↑  Sauvetage du voilier Suncatcher

- (en) Cet article est partiellement ou en totalité issu de l’article de Wikipédia en anglais intitulé « NOAAS Ferrel (S 492) » (voir la liste des auteurs).